# Hendrik Van den Abeele
Henri Léon François (Hendrik) Van den Abeele (Brugge, 6 december 1869 - Mol, 27 december 1931) was een Belgisch musicus, organist, componist, koorleider en schooldirecteur.

## Levensloop
Hendrik Van den Abeele was een zoon van Henri Van den Abeele (1832 - na 1897) en van de Ierse Sarah Morgan (1840-1897), die samen twaalf kinderen kregen. Henri was kleermaker, eerst in het Genthof, vervolgens in de Langestraat. Hij was onder meer de leverancier van de uniformen voor de Brugse politie en brandweer. 
Hendrik kreeg zijn eerste muzieklessen van een oom, François Eeckman, die organist en kapelmeester was in de Brugse Sint-Gilliskerk. Hij liep vervolgens school in het Brugse Muziekconservatorium en volgde er de klassen harmonie van Jean-Baptiste Accolay (1833-1900). Hij vervolgde met studies aan het Koninklijk Conservatorium in Brussel: orgel bij Alphonse Mailly, harmonie bij Gustave Huberti. Hij trok ook nog naar het Koninklijke Conservatorium van Gent: orgel en compositie bij Jozef Tilborghs en Adolf D'Hulst.
Hij vatte een muzikale carrière aan als kapelmeester-organist in de Brugse Sint-Walburgakerk, een functie die hij vervulde van 1897 tot 1907. In dat laatste jaar werd hij directeur van de muziekschool in Ieper, waar hij tevens leraar notenleer en koorleiding was. Hij was ook leraar muziek aan de rijksmiddelbare school van Ieper en zangmeester in de Sint-Martinuskathedraal.
In 1914 kwam aan zijn Ieperse activiteiten een einde en ontvluchtte hij de vernielde stad om gedurende de oorlogsjaren een bescheiden onderkomen te vinden in het dorpje Rognac. In 1919 was hij weer in België en werd in dienst genomen als organist in Kortenberg. Hij werd leraar muziek aan het atheneum en de rijksmiddelbare school in Gent. In 1926 werd hij organist in de grote dekenijkerk van Mol en werd leraar notenleer en piano aan de gemeentelijke muziekschool van Mol.

## Composities
Van den Abeele componeerde heel wat werken en een aantal van zijn composities werden bekroond in internationale wedstrijden, o.m. in Genua (1913), Lyon (1914) en Parijs (1920). Onder zijn composities zijn te vermelden: 
- Liederen
  - Avondlied
  - Van 't lieve kleine Belgenland
  - Hand in hand
  - Het Goedendaglied (tekst Guido Gezelle)
  - Kermislied
  - In 't diepste van mijn herte
  - Lieve zuster
  - Vijf nieuwe Vlaamsche liederen
  - Troostbrief
  - Hengeldeuntje
  - Lentebloesems
- Religieuze koormuziek en cantates
  - Wie is als God (tekst Guido Gezelle)
  - Missa Idesbaldi
  - Requiem voor tenor-solo
- Werk voor fanfares en harmonieën
  - Sint-Jozefsmars
- Orgel- cello- en pianomuziek.

## Publicaties
Werk van Hendrik Van den Abeele werd gepubliceerd bij:
- Liederen voor ons volk, Antwerpen
- Het Vlaamsche Lied, Brussel
- Vaderlandsche schoolzangen, Brugge
- Drukkerij Tyberghien, Ieper

Ongepubliceerd werk is te vinden in het Conservatorium van Brugge en bij de Minderbroeders in Sint-Truiden.